# Kraljevina Jugoslavija
Kraljevina Jugoslavija je bila država, ki je nastala leta 1929 s preimenovanjem Kraljevine Srbov, Hrvatov in Slovencev. Formalno je bila ukinjena po drugi svetovni vojni, ko je ustavodajna skupščina 29. novembra 1945 razglasila ustanovitev Federativne ljudske republike Jugoslavije.

## Šestojanuarska diktatura
V hudi politični krizi je 6. januarja 1929 kralj Aleksander I. Karađorđević razveljavil ustavo, razpustil parlament in prevzel oblast. Vlada, ki jo je vodil general Živković, je bila odgovorna neposredno kralju. Značilnosti šestojanuarske diktature so bile neomejena oblast kralja in razpustitev političnih strank.

## Upravna reforma države
3. oktobra 1929 je bila država preimenovana v Kraljevino Jugoslavijo in razdeljena na 9 administrativnih enot, imenovanih banovina:
1. Dravska (sedež Ljubljana),
2. Savska (sedež Zagreb),
3. Primorska (sedež Split),
4. Vrbaška (sedež Banja Luka),
5. Zetska (sedež Cetinje),
6. Drinska (sedež Sarajevo),
7. Donavska (sedež Novi Sad),
8. Moravska (sedež Niš),
9. Vardarska (sedež Skopje).

Mesto Beograd je imelo skupaj s primestji Zemunom in Pančevim status samostojne administrativne enote (prefekture). 
Meje banovin praviloma niso spoštovale zgodovinskih in narodnostnih mej; Bela krajina je tako nekaj časa spadala pod Savsko banovino.

## Vsiljena ustava
Septembra 1931 je kralj izdal novo (»oktroirano« ali vsiljeno, ker ni bilo parlamenta, ki bi jo lahko sprejel) ustavo, s katero je Kraljevina Jugoslavija postala ustavna dedna kraljevina z dinastijo Karađorđević na čelu. Ustava govori o enem »jugoslovanskem« narodu. Uveden je bil dvodomni parlament, sestavljen iz senata in poslanske zbornice. Poseben zakon je dovoljeval ustanavljanje političnih strank, ki pa niso smele delovati »na verski, plemenski ali pokrajinski osnovi«.

## Atentat v Marseillu
Že leta 1933 so hrvaški ustaši zaradi nasprotovanja njegovi unitaristični politiki v Zagrebu neuspešno načrtovali izvedbo atentata na kralja Aleksandra. Atentat nanj je v Marseillu, ko je bil na državnem obisku, 9. oktobra 1934 uspešno izvedel makedonski nacionalist Vlado Černozemski s pomočjo hrvaških ustašev. Ker prestolonaslednik Peter II. Karađorđević v času atentata še ni bil polnoleten, ga je nadomeščal svet regentov, ki ga je vodil stric, knez Pavel Karađorđević.

## Cvetković-Maček
Decembra 1938 so bile volitve, po katerih je postal predsednik vlade Dragiša Cvetković, podpredsednik pa Vladimir Maček (HSS). 26. avgusta 1939 sta podpisala sporazum, po katerem sta bili Savska in Primorska banovina združeni v veliko Banovino Hrvaško. V tem času je nastajala tudi zamisel o banovini Sloveniji.

## Trojni pakt in nemiri
Kraljevina Jugoslavija je 25. marca 1941 na Dunaju podpisala pristop k trojnemu paktu in se tako pridružila fašističnim silam. Hitler naj bi regentu Pavlu obljubil izhod na Egejsko morje in pristanišče Solun.
Dva dni kasneje, 27. marca, so zaradi pristopa k trojnemu paktu v Beogradu izbruhnile demonstracije. Skupina proangleško usmerjenih častnikov in politikov, oprta na proteste , je izvedla državni udar. Zrušila je kneza Pavla in za polnoletnega razglasila Petra II. kot kralja. Vodenje vlade je prevzel letalski general Dušan Simović. Tako je država dejansko izstopila iz fašističnega tabora.

## 2. svetovna vojna
6. aprila 1941 je Nemčija brez vojne napovedi napadla Kraljevino Jugoslavijo in Grčijo. S tem se je na tem ozemlju začela druga svetovna vojna, ki je trajala štiri leta. Nemška letala so začela bombardirati Beograd, vojska pa je začela izvajati operacije po načelih bliskovite vojne. Na jugoslovansko ozemlje so začele prodirati tudi italijanske in madžarske enote. Jugoslovanska vojska je kapitulirala 17. aprila, Grčija pa kmalu zatem, 21. aprila. Okupatorji so iz Jugoslavije odpeljali 374.000 ujetnikov, državo pa so si razdelili Nemci, Italijani, Bolgari in Madžari. Na delu teritorija je nastala marionetna Neodvisna država Hrvaška.

### Vojna na Slovenskem
Na Slovenskem je vojna tedaj trajala le šest dni. Večjih opustošenj ni bilo, če ne štejemo porušenih komunikacij, npr. mostov. Oddelki nemške 2. armade so prodirali proti Varaždinu, Zagrebu in Karlovcu, oddelki italijanske 2. armade pa proti Ljubljani in Kočevju. Pri obrambi je imela jugoslovanska kraljeva vojska obmejne enote in 7. armado. Okoli 3.000 prostovoljcev se je bilo pripravljenih upreti.